# 글리제 370 b
글리제 370 b는 K형 주계열성 글리제 370을 도는 외계 행성으로, 돛자리 방향으로 지구로부터 약 36광년 떨어진 곳에 있다.
질량은 지구의 약 3.6배로, 생명체 거주가능영역 안쪽 경계를 도는 외계 행성 중에서는 지금까지 발견된 것들 중 가장 작다. 질량과 어머니 항성으로부터의 거리 등의 요인을 고려할 때, 2011년 현재 이 행성은 생명체가 살 수 있는 유력한 후보 행성 중 하나이다.

## 같이 보기
- 탄소 행성
- 생명체 거주가능 영역
- 행성 거주가능성
- 슈퍼지구